# Aphis agrariae
Aphis agrariae är en insektsart. Aphis agrariae ingår i släktet Aphis och familjen långrörsbladlöss. Inga underarter finns listade i Catalogue of Life.